# Walter Thaler
Walter Thaler (* 30. Oktober 1941 in St. Johann im Pongau) ist  ein ehemaliger österreichischer Politiker (SPÖ) und Gymnasialdirektor. Er  war von 1982 bis 2004 Abgeordneter zum Salzburger Landtag und von 1993 bis 1999 dessen zweiter Präsident.

## Ausbildung und Beruf
Thaler besuchte zwischen 1947 und 1951 die Volksschule und setzte seine Schulbildung ab 1951 am Bundesrealgymnasium in St. Johann im Pongau fort. Nachdem er 1960 die Matura abgelegt hatte, studierte er ab 1960 Anglistik, Germanistik und Philosophie an der Universität Innsbruck. Daneben lehrte er von 1963 bis 1965 bereits an der Hotelfachschule Villa Bianca und an der Höheren Technischen Bundeslehr- und Versuchsanstalt in Innsbruck. Er schloss sein Studium 1965 mit dem akademischen Grad Mag. phil. ab und absolvierte die Lehramtsprüfung.
1965 wurde er Lehrer am Bundesgymnasium und Bundesrealgymnasium Zell am See sowie am BORG in Mittersill. In Zell am See hatte er von 1978 bis 2000 auch das Amt des Schuldirektors inne. Danach studierte er Politikwissenschaft an der Universität Salzburg, wobei er 2005 zum Doktor der Philosophie promovierte.

## Politik und Funktionen
Thaler leitete zwischen 1967 und 1982 die Salzburger Volkshochschule in Zell am See und war von 1999 bis 2002 stellvertretender Vorsitzender des Universitätsbeirates der Universität Salzburg. 1999 übernahm er zudem die Funktion des stellvertretenden Vorsitzenden des Vorstandes der Volkshochschule Salzburg. 2003 wurde er zudem stellvertretender Vorsitzender des Stiftungsrates der Paracelsus Medizinischen Privatuniversität Salzburg und 2005 stellvertretender Vorsitzender des Aufsichtsrates der „Museum der Moderne - Rupertinum Betriebsges.m.b.H.“.
In der Sozialdemokratischen Partei wirkte er zwischen 1971 und 1982 als Stadtparteivorsitzender der SPÖ in Zell am See, 1992 stieg er zum stellvertretenden Bezirksparteivorsitzenden der SPÖ Pinzgau auf. Er war innerparteilich zudem von 1986 bis 2000 als Landesvorsitzender der Arbeitsgemeinschaft sozialdemokratischer Gemeindevertreter (ASG) aktiv und ab 1982 Obmann der SPÖ-Fraktion im Landesschulrat. Auf Landesebene wurde er 1984 zum Mitglied des Landesparteivorstandes gewählt, wobei er von 1993 bis 2005 das Amt des stellvertretenden Landesparteivorsitzendem der SPÖ Salzburger ausübte.
Thaler wurde 1969 in die Gemeindevertretung von Zell am See gewählt und übte von 1974 bis 1982 das Amt des Vizebürgermeisters aus. Er lenkte die Geschicke von Zell am See von 1982 bis 1993 als Bürgermeister und war zudem am 12. Mai 1982 als Abgeordneter des Salzburger Landtags angelobt worden. In der SPÖ-Landtagsfraktion wirkte er zwischen 1989 und 1991 als stellvertretender Klubvorsitzender und von 1999 bis 2004 als Klubvorsitzender, dazwischen war er vom 20. Oktober 1993 bis zum 26. April 1999 Zweiter Präsident des Salzburger Landtags.
Seit 6. November 2008 bekleidet Thaler die Funktion des Honorarkonsuls der Republik Südafrika für das Bundesland Salzburg.
Seit 24. Oktober 2016 ist Walter Thaler Ehrensenator der Paracelsus Medizinischen Privatuniversität Salzburg.

## Werke
- Gerhard Buchleitner. Ein politisches Leben. Salzburg, Linz 2000.
- Stark betroffen – wenig beachtet. Sozialdemokratie in Salzburger Gemeinden. Gespräche mit Salzburger Bürgermeistern. Salzburg 1999 (= Schriftenreihe der Arbeitsgemeinschaft Sozialdemokratischer Gemeindevertreter (ASG) Salzburg, Band 1).
- Literatur 1 und 2. Aufriss der Literatur des deutschen Sprachraumes von ihren Anfängen bis zur Gegenwart. 2 Bände, 3. Aufl., Wien 1987 (gemeinsam mit Herbert Pochlatko und Karl Koweindl).
- Gefesselte Riesen. Wechsel vom Proporz- zum Majorzsystem in Salzburg und Tirol. Wien 2006 (= Studien zur politischen Wirklichkeit 17).
- Die Seele als Bild. Evi Fersterer, Mystischer Realismus 1979, 2006. Saalbach 2006.
- Sternschnuppen und Fixsterne in der Politik. Quereinsteiger in Salzburg. Wien 2008 (= Studien zur politischen Wirklichkeit 22).
- mit Christian Dirninger: Mut und Wille. Salzburgs Sozialdemokratie 1960–2010. Wien 2010.
- Pfade zur Macht. Wie man in Österreich Spitzenpolitiker wird. Wien 2012.
- Der Heimat treue Hasser. Schriftsteller und Politik in Österreich. Ein politisches lesebuch. Wien 2013.
- Kunst und Literatur im Pinzgau. Die Kraft der Provinz – 43 Portraits. Wien 2015.
- Pinzgauer! Helden – Narren – Pioniere. Portraits aus der Provinz. newacademicpress, Wien 2017.
- Pongauer! Lebens- und Leidenswege. 60 Portraits aus der Provinz. newacademicpress, Wien 2019.
- Erinnerungswürdig. Prägende Persönlichkeiten der Salzburger Geschichte, Pustet Verlag, Salzburg 2021.

## Auszeichnungen
- Ehrenring der Stadtgemeinde Zell am See (1994)
- Großes Ehrenzeichen des Landes Salzburg (2001)
- Großes Ehrenzeichen für Verdienste um die Republik Österreich (2002)[1]
- Österreichisches Ehrenkreuz für Wissenschaft und Kunst I. Klasse (2007)
- Ehrenring in Gold der Paris-Lodron-Universität Salzburg (2008)
- Ehrenzeichen des Verbandes  der Österreichischen Volkshochschulen (2016)